# Spinholz
Spinholz ist der Name eines jüdischen Brauches, der vor einer Hochzeit gefeiert wurde. Nach derzeitigem Forschungsstand wurde die Feier nur im mittelalterlichen und frühmodernen Deutschland gefeiert.

## Beschreibung
Es gab zwei Feierlichkeiten. Das so genannte kleine Spinnholz wurde zwei Wochen vor der Hochzeit gefeiert.
Das große Spinnholz wurde am Freitagabend vor der Hochzeit gefeiert. Dabei wurden nur die nächsten Freunde der Brautleute zu dieser intimen Feier geladen. In Frankfurt durften für die Mahlzeit nur "Confekt und Esswaren aufgefahren werden für höchstens 2 Taler" und nur dem Rabbiner durfte man etwas davon zuschicken. Es war verboten mehr als drei silberne Gefäße vor Bräutigam und Braut aufzustellen. Im Elsass gab der Bräutigam das Spinholz-Fest am Nachmittag des letzten Samstags vor der Heirat, quasi ein Abschied vom Junggesellenleben. Die Braut tat dasselbe für ihre Freundinnen. In Hegenheim hat der jung vermählte Ehemann der Gemeinde beim Spinholz wie auch bei der Heimführung einen reglementarisch festgelegten Betrag zu erlegen, hat aber Anspruch drauf zur Tora aufgerufen zu werden und auf Glila (Wickeln der Torarolle).
Von Emanuel Bollag stammt folgende Schilderung: "Vor der Hochzeit, am Sabbat vor der Hochzeit, da ist die Spinholz gewesen. Die Spinholz, das ist eine Einladung gewesen. Die Leute sind gratulieren gegangen noch vor der Hochzeit, und da hat es auch eine Bewirtung gegeben. Makronen und Torten und kleine Kuchen, Schnaps, wenn es gehabt hat, so viel Auswahl haben sie ja nicht gehabt, aber was sie gehabt haben, haben sie hingestellt."

## Herkunft des Begriffs
Zur Herkunft des Begriffs gibt es verschiedene Vermutungen, jedoch wurde bisher keine bestätigt. Laut Leopold Zunz sind die Wurzeln des Begriffs im italienischen spinalzare zu suchen, was in der Vulgärsprache spielen, sich belustigen bedeutet. Nach Marcus könnte der Name des Brauches aber auch auf das weibliche Symbol der Spindel zurückgehen.
Krauss hingegen vermutet, dass der Begriff, der im Original Spinnholz lauten soll, aus dem Althochdeutschen kommt. Der Begriff spind oder spinde bezeichnet dort – wie auch heute noch im Niederländischen – eine Speisekammer und "holz ist dasjenige, was in die Speisekammer getan wird; die Speisekammer der Neuvermählten wurde nämlich vermittels Zuwendungen mit viel feinem Zeug angefüllt."
Dass in so gut wie keinem deutschen Wörterbuch oder Lexikon das Wort Spin(n)hol(t)z zu finden ist, mag noch hingenommen werden. Erstaunlich ist jedoch, dass auch die Jiddischen Wörterbücher das Wort nicht anführen. Auch heute ist den meisten Juden dieser Begriff unbekannt.